# MTV Video Music Award a legütősebb kislemezért
Az MTV Video Music Award a legütősebb kislemezért díjat csak 2007-ben adták át. Amikor az MTV Video Music Awards 2008-ban visszatért eredeti formájához, a kategóriát megszüntették.
| Év   | Győztes                                 | További jelöltek                                                            |
| ---- | --------------------------------------- | --------------------------------------------------------------------------- |
| 2007 | Rihanna (közreműködik Jay-Z) — Umbrella | - Timbaland (közreműködik Keri Hilson, D.O.E. és Sebastian) — The Way I Are |